# حصيل قنبره (مقاطعة دالاهو)
حصيل‌قنبره (بالفارسية: حصیل‌قنبره) هي قرية تقع في قسم حومة كرند الريفي (مقاطعة دالاهو) في إيران. يقدر عدد سكانها بـ 23 نسمة .